# Plouhinec (Morbihan)
Plouhinec (breton.: Pleheneg) ist eine französische Gemeinde mit 5343 Einwohnern (Stand 1. Januar 2022) im Département Morbihan in der Region Bretagne.
Die Gemeinde erhielt 2022 die Auszeichnung „Zwei Blumen“, die vom Conseil national des villes et villages fleuris (CNVVF) im Rahmen des jährlichen Wettbewerbs der blumengeschmückten Städte und Dörfer verliehen wird.

## Geographie
Die Gemeinde liegt im Südwesten des Départements circa zehn Kilometer südöstlich der Agglomeration von Lorient.
Plouhinec grenzt im Nordwesten und Norden an Merlevenez, im Nordosten an Sainte-Hélène, im Osten an die Ria d’Étel, im Süden an die Atlantikküste sowie im Westen an Gâvres, die Bucht Petite mer de Gâvres und Riantec.
Siedlungsschwerpunkte finden sich westlich mit dem Ort Plouhinec und im Osten an der Ria d’Étel, über die die Hängebrücke Pont Lorois in die Gemeinde Belz führt.

## Geschichte
Aus prähistorischer Zeit finden sich in der Gemeinde Menhire, Dolmen und Steinreihen (z. B. die Alignements du Gueldro). Oberhalb des Ételufers, bei der Ortschaft Locquénin, liegen Ausgrabungen eines gallo-römischen Anwesens aus dem 2. Jahrhundert n. Chr. (Ville maritime de Mané-Vechen). Die bretonische Besiedlung erfolgte ab dem 6. Jahrhundert. Der Name Plouhinec geht auf das bretonische "Ploe-Hidinuc" aus dem 11. Jahrhundert zurück. Die Gemeinde Plouhinec wurde im Jahr 1790 gegründet.

## Bevölkerungsentwicklung
| Jahr                       | 1962 | 1968 | 1975 | 1982 | 1990 | 1999 | 2011 | 2019 |
| Einwohner                  | 3601 | 3451 | 3372 | 3553 | 4026 | 4143 | 5085 | 5386 |
| Quellen: Cassini und INSEE |      |      |      |      |      |      |      |      |

## Sehenswürdigkeiten
- Romanische Kirche Saint-Guénin aus dem 11. Jahrhundert in Locquénin
- Neogotische Kirche Notre-Dame de Grâce von 1872 in Plouhinec
- Hängebrücke Pont Lorois mit Aussicht auf die Ria d’Étel
- Grabungsstätte Mané-Véchen (Reste einer gallorömischen Villa), seit 2010 als Monument historique klassifiziert
- Alignements von Kerzine in Les Blés d’Or, auch Alignements du Gueldro genannt, seit 1963 als Monument historique klassifiziert
- Oppidum von Mané-Coh-Castel, seit 1972 als Monument historique eingeschrieben
- Menhir, genannt Du Bourg, seit 1964 als Monument historique klassifiziert
- Vier Menhire, genannt Men-Roquil, seit 1963 als Monument historique klassifiziert
- Kapelle Saint-Guillaume aus dem 17. Jahrhundert

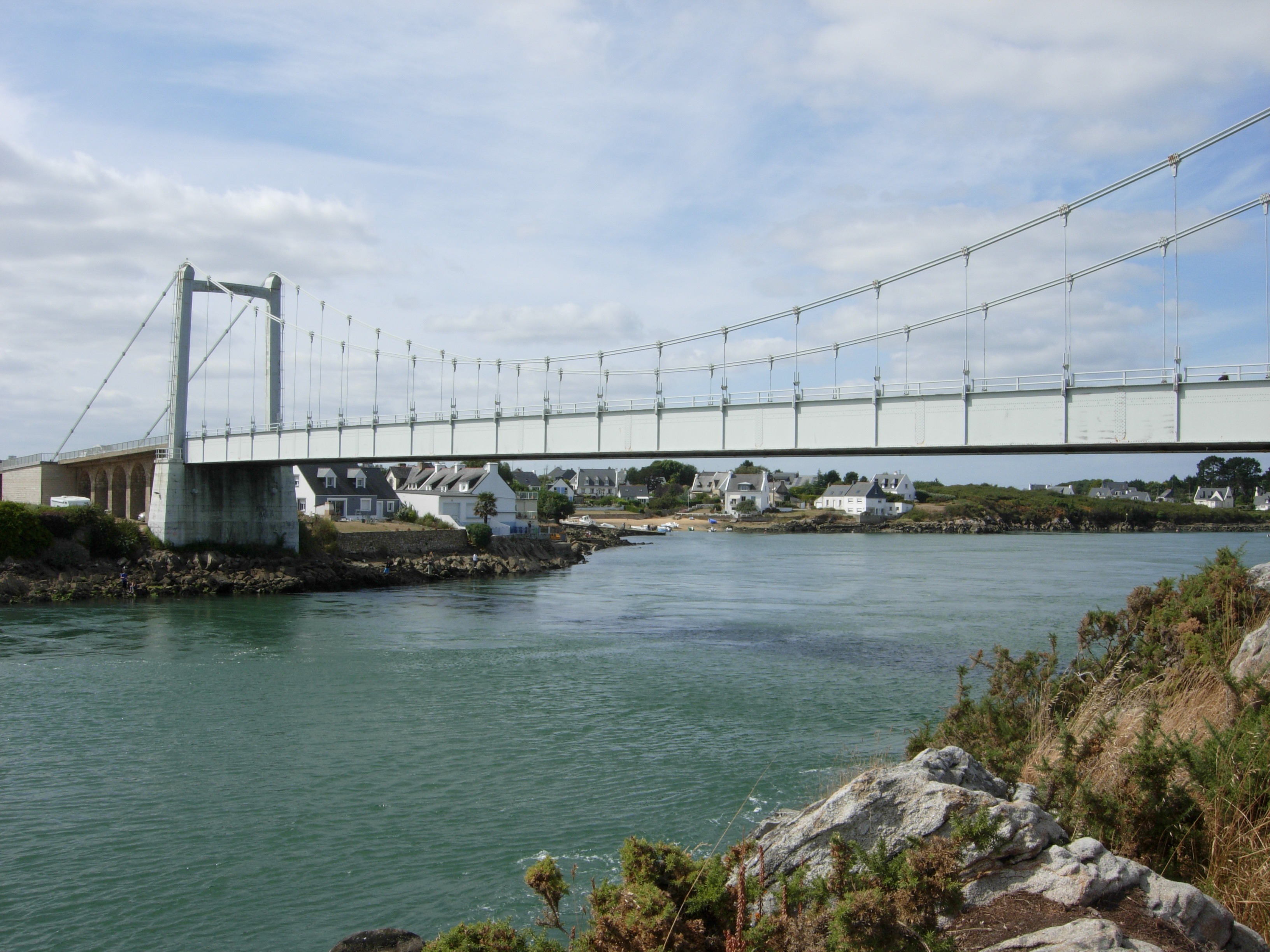
Hängebrücke Pont Lorois
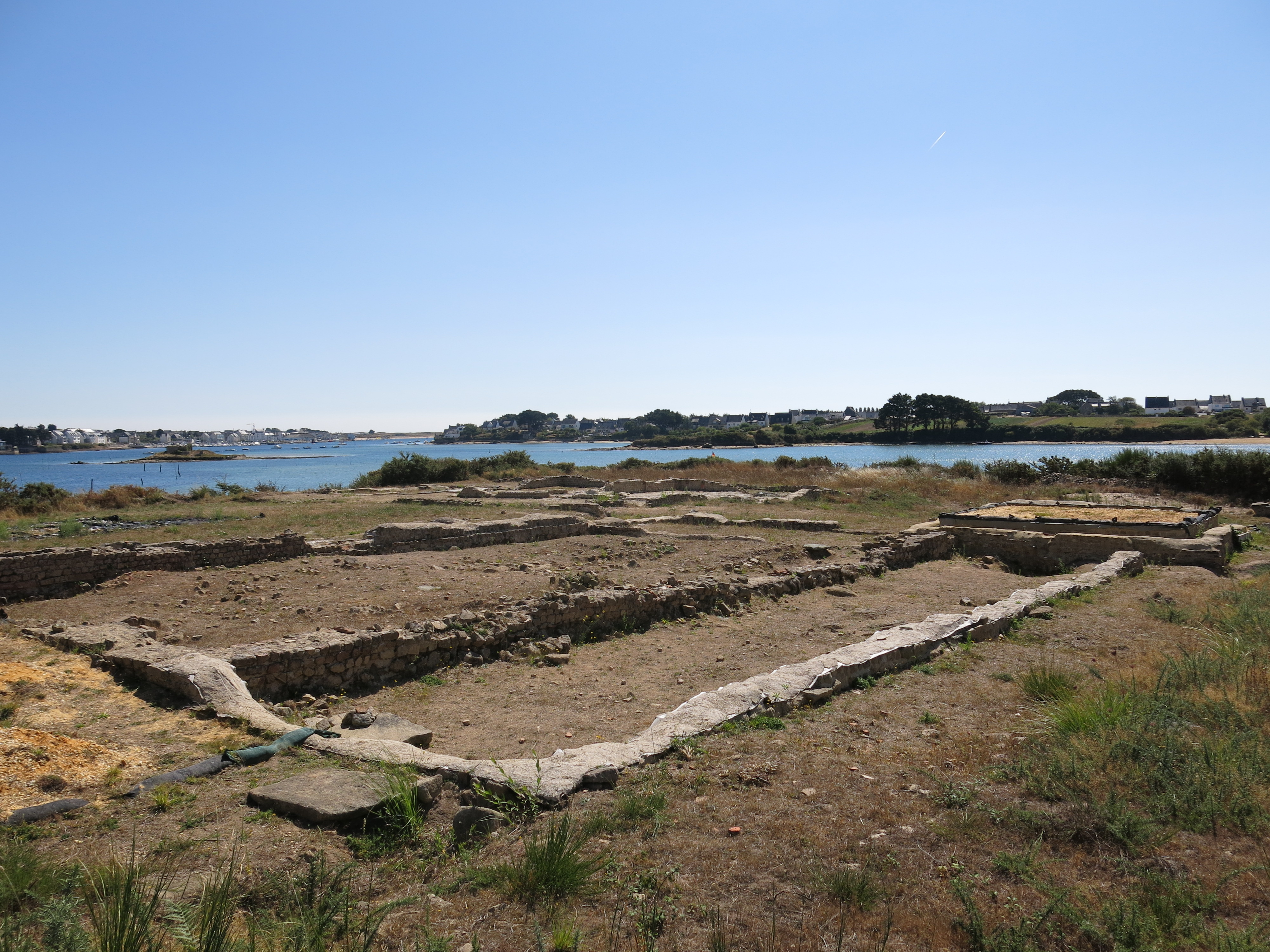
Grabungsstätte Mané-Véchen
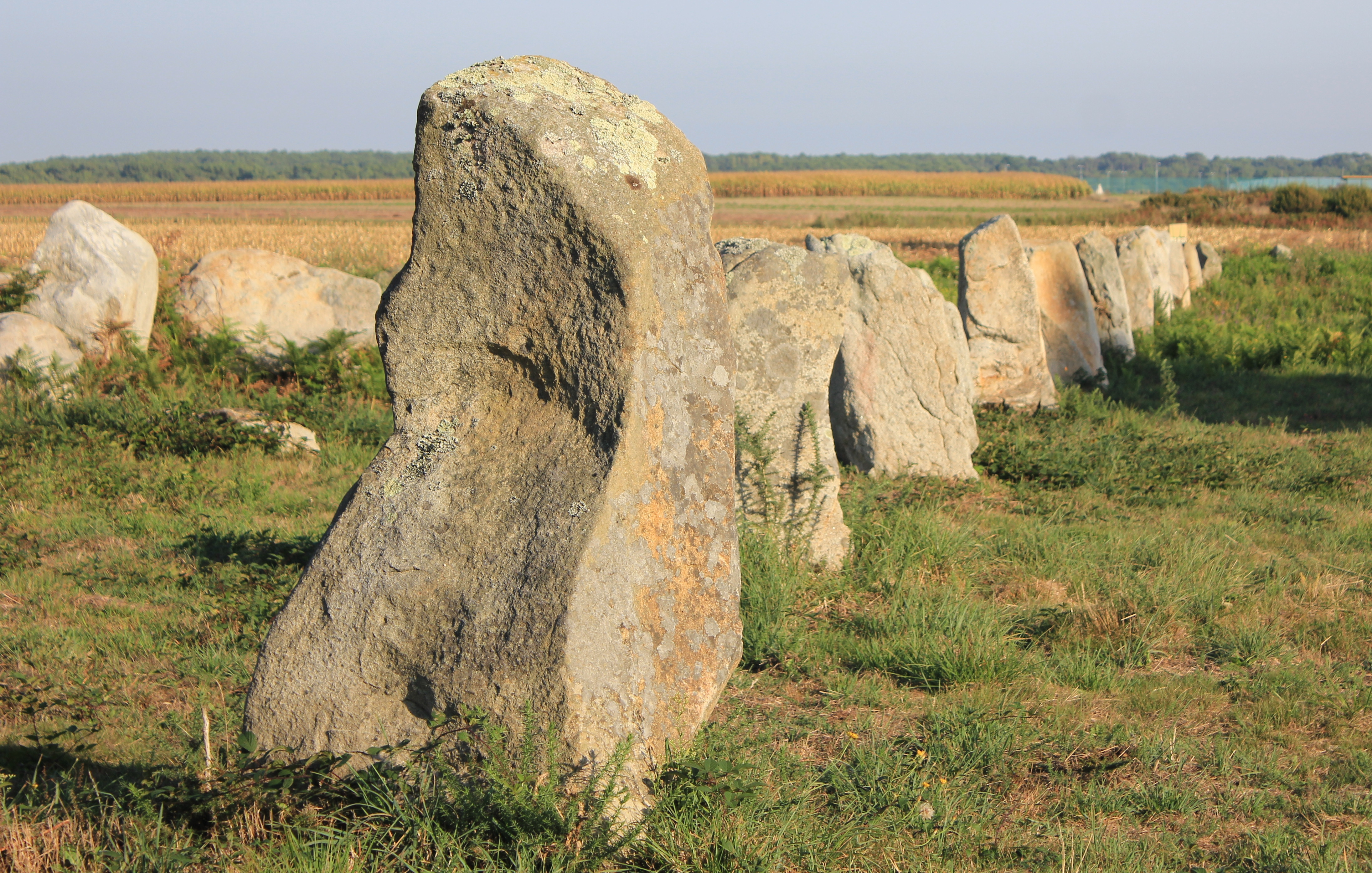
Alignements du Gueldro
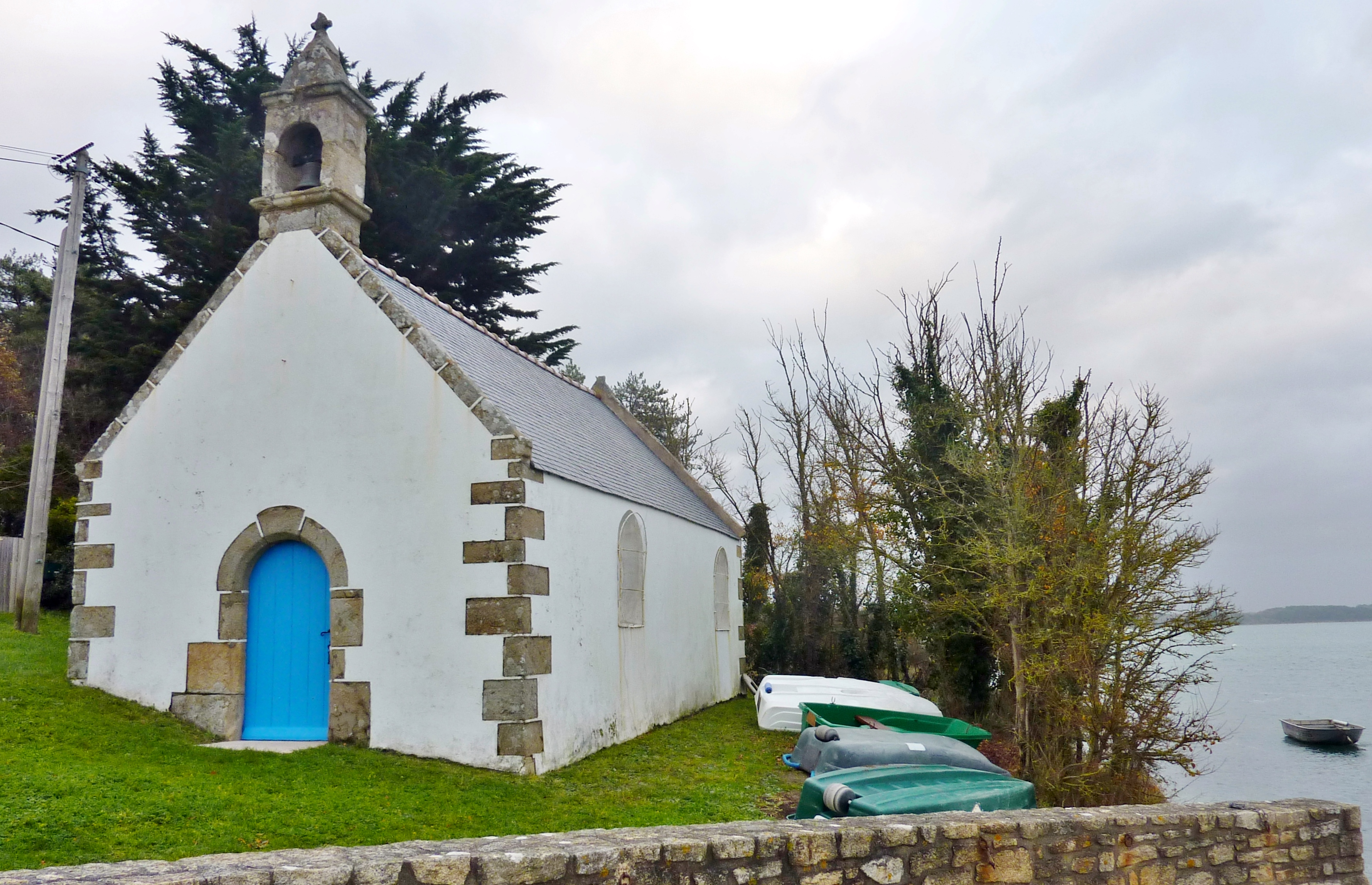
Kapelle Saint-Guillaume
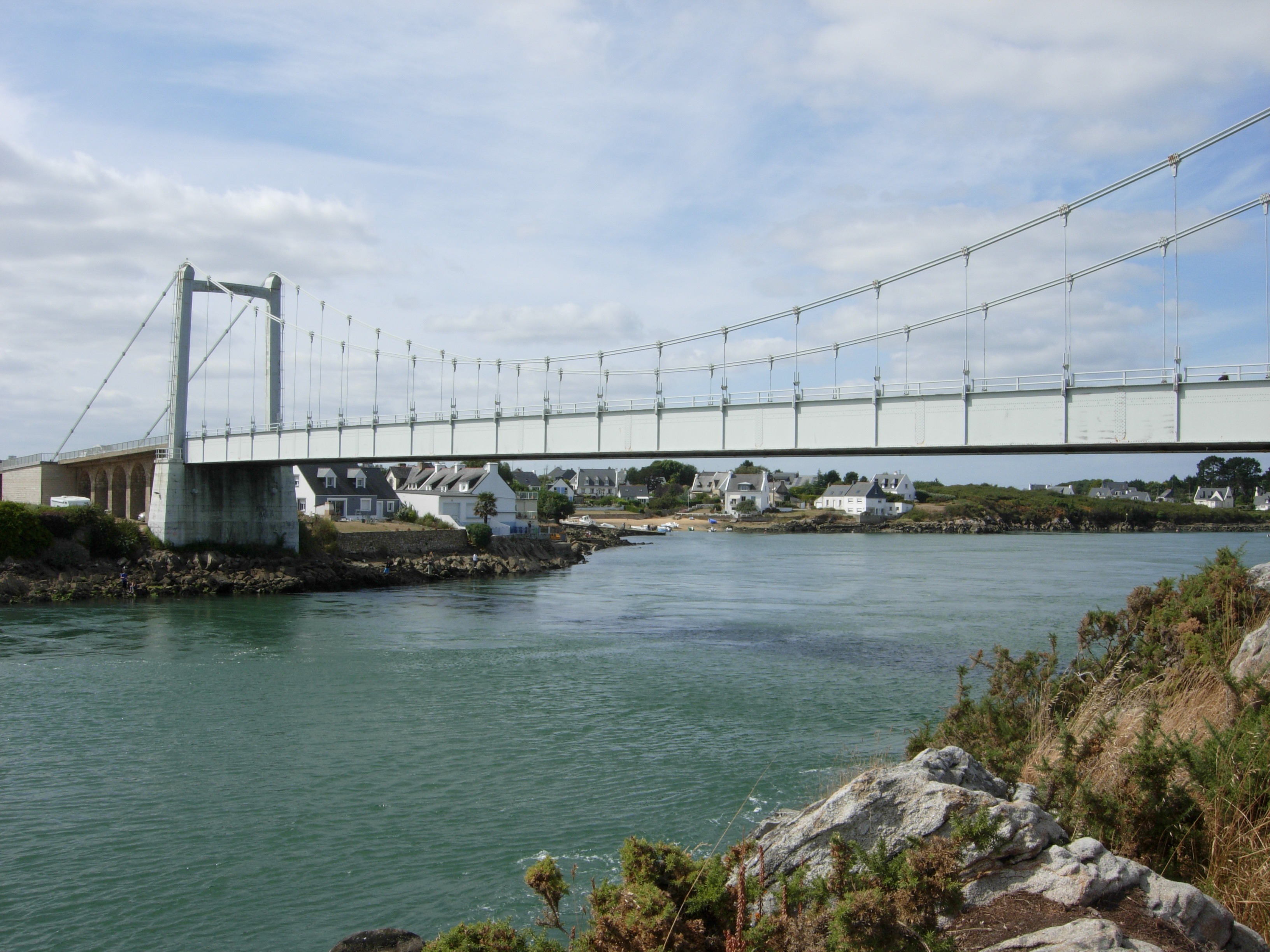
Pont Lorois mit Blick auf den Ortsteil Le Passage Neuf

## Verkehr
Die Gemeinde ist nordwärts über die Departementsstraße D 9 nach Hennebont an das französische Fernstraßennetz (N 24, N 165) und den Großraum von Lorient westlich des Blavet angebunden. Die D 9 führt im Osten über die Pont Lorois nach Belz und weiter als D 22 nach Auray. Für die Verbindung der Küstenorte sorgt die D 781 von Port-Louis im Westen nach Locmariaquer im Südosten. Der Ort hatte einen Bahnhof der Chemins de fer du Morbihan, an den noch die Rue de la Gare erinnert.
Der nächste Bahnhof im Regionalverkehr liegt in Hennebont, mit Fernverkehrsanschluss in Auray. Der nächstgelegene Flughafen ist Lorient Bretagne Sud. Busverbindungen (montags bis samstags) bestehen nach Lorient, Port Louis, Belz – Auray und La Trinité-sur-Mer.

## Partnergemeinden
Gemeindepartnerschaften bestehen mit:
- Kilkee, Irland, seit 1982
- Weidenberg, Deutschland, seit 1989